# Alexander Kaczmarek
Alexander Kaczmarek (* 21. Februar 1963 in Berlin) ist ein deutscher Politiker (CDU).

## Leben
Nach dem Abitur studierte Kaczmarek von 1982 bis 1988 Volkswirtschaftslehre und Verkehrswesen an der Technischen Universität Berlin. Er beendete das Studium als Diplom-Volkswirt. Daraufhin war er Regierungsreferendar bei den Berliner Senatoren für Inneres, Finanzen, Verkehr und Betriebe sowie bei der Verwaltung des Abgeordnetenhauses. 1991 erwarb er das Staatsexamen für den höheren Dienst, 1993 wurde er Regierungsrat bei der Senatsverwaltung für Stadtentwicklung. In dieser Zeit leitete er das Büro des Senators für Verkehr und Betriebe Herwig Haase.
1986 wurde Kaczmarek Mitglied der CDU im Bezirk Neukölln, bei der er stellvertretender Kreisvorsitzender, Ortsvorsitzender und Delegierter bei den Landesparteitagen war. Von 1989 bis 1992 war er Bürgerdeputierter der Bezirksverordnetenversammlung Neukölln, danach war er bis 1994 Bezirksverordneter. Im Juni 1994 schied Manfred Preuss aus dem Abgeordnetenhaus aus, und Kaczmarek rückte nach. Er war verkehrspolitischer Sprecher der CDU-Fraktion. Bei der Berliner Wahl 1995 wurde er über die Bezirksliste Neukölln gewählt, bei der Wahl 1999 erhielt er das Direktmandat im Wahlkreis Neukölln 6 und 2001 das Mandat im Wahlkreis Neukölln 4.
Als verkehrspolitischer Sprecher sprach Kaczmarek sich 2002 gegen die Sperrung des Brandenburger Tors für den motorisierten Verkehr aus und verlangte in der Frage eine Abstimmung der Berliner Bevölkerung.
Seit 1. Juli 2015 ist Kaczmarek Konzernbevollmächtigter der Deutschen Bahn für Berlin. Seit 1. Januar 2022 hat er diese Funktion auch für Brandenburg und Mecklenburg-Vorpommern inne.
Kaczmarek ist verheiratet und hat zwei Kinder.